# 정사-두자매
《정사-두자매》는 2017년 공개된 대한민국의 영화이다.

## 줄거리
깊은 산속에 있는 산장! 미모의 두 자매가 운영하고 있다. 산을 타던 남자들이 쉬어가는 산장이지만 산 아래 마을에는 산장에 대한 안 좋은 소문이 파다했다. 산장을 운영하는 미모의 자매가 남자를 너무 좋아해서 산을 타는 건장한 남자들을 유혹해서 즐기기 위해서 산장을 운영하고 있다는 소문이었다. 그 소문은 널리 퍼져~ 건장한 남자들이 미모의 두 자매와의 밀애를 기대하며 산장을 찾게 되고 섹시한 언니와 백치미가 철철 넘치는 동생의 매력에 빠진 등산객은 자매들과 밀애를 즐기게 되는데… 그러나 산장 근처에서 예상치 못한 한 남자가 그녀들을 지켜보고 있는데....

## 출연진
- 이채담 - 민은지 역
- 선미 - 민은정 역
- 민도윤 - 김민준 역
- 쵀재일 - 손용욱 역
- 용팔 - 박상욱 역
- 박권호 - 사복형사 역
- 백강호 - 경찰 1 역
- 김용국 - 경찰 2 역
- 원순철 - 연못시신 역